# 마틸다 루츠
마틸다 안나 인그리드 루츠(이탈리아어: Matilda Anna Ingrid Lutz, 1991년 1월 28일 ~ )는 이탈리아의 배우, 모델이다. 공포 영화 《링스》(2017)에 주인공으로 출연하였다.

## 출연 작품

### 영화
- 링스 (2017)
- 리벤지 (2017)
- 존 414 (2021)
- 탈피 (2023)

### 텔레비전
- 크로싱라인 (2013)
- 메디치: 피렌체의 지배자들 (2018)